# Juan José Guillelmo
Juan José Guillelmo (Cerdeña, 12 de septiembre de 1672 - Lago Nahuel Huapi, Patagonia, 17 de mayo de 1716) fue un sacerdote jesuita, misionero en América del Sur. Penúltimo superior de la misión del Nahuel Huapi que había fundado el padre Nicolás Mascardi, en el actual territorio argentino, murió martirizado por los pueblos originarios.

## Biografía
Quedó huérfano a los 14 años, y a los 16 ingresó a la Compañía de Jesús. A su pedido, fue destinado a ser misionero en Chile, a donde llegó en 1702, allí castellanizó su apellido italiano, posiblemente Guglielmo, por Guillelmo.
Tras un breve y destacado paso en la enseñanza de filosofía, logró ser enviado a las misiones del sur de ese país. Fue enviado a la misión de Culé, en las nacientes del río Bío Bío, entre los mapuches. Llegó a dominar ampliamente el idioma de ese pueblo, y tuvo destacada actuación catequizando a los pueblos originarios de la zona.
En enero de 1704 fue destinado a la misión del lago Nahuel Huapi, como segundo de su superior, el padre Felipe Laguna, a quien acompañó durante tres años. Durante un viaje de Guillelmo a zona de españoles, Laguna fue asesinado, y el superior provincial jesuita lo nombró su sucesor. De modo que se apresuró a regresar y se ocupó de mantener la misión en funcionamiento. Tuvo dos acompañantes, los padres Gaspar López y Miguel de Olivares, pero éstos se dedicaban preferentemente a las comunicaciones con la isla de Chiloé.
Se dedicó al estudio de las lenguas locales, el poya, una variante del tehuelche, y el puelche, de los cuales escribió vocabularios y gramáticas, que se han perdido. Edificó una iglesia más grande y extendió su acción misionera a los indígenas de regiones vecinas.
Además de sus funciones misionales, se dedicó con esmero a buscar el casi mítico "Paso de los Vuriloches", único paso enteramente terrestre conocido desde el seno de Reloncaví hasta el Nahuel Huapi. Emprendió su búsqueda desde Ralún, en 1711, pero fracasó por tres veces.
En 1713, fue reemplazado como superior de la misión por el padre Hoyo, durante cuyo mandato la misión fue enteramente incendiada, sin violencia, aparentemente por desidia de algún indígena encargado del fuego. Guillelmo se dedicó a la búsqueda del paso de Vuriloche desde Chiloé, pero fracasó nuevamente.
A fines de 1714, debido al fallecimiento del padre Manuel de Hoyo, regresó al Nahuel Huapi, donde se dedicó a continuar la reconstrucción de la misión. Finalmente, el 15 de diciembre logró recorrer el Paso de Vuriloche, camino breve y de cuestas poco empinadas, entre Ralún y Nahuel Huapi. Pasaba por el río Peulla, por el sur del cerro Tronador, recorría el alto valle del río Manso, la orilla norte del lago Mascardi, cruzando por la laguna Llum, y las orillas del lago Gutiérrez, para recorrer la zona en que actualmente está ubicada San Carlos de Bariloche.
Por tres veces logró recorrer ese camino, para gran alegría suya y de sus acompañantes y superiores. Pero los indígenas recelaron que ese camino podría ser utilizado por los soldados españoles para conquistar sus tierras o realizar nuevas expediciones esclavistas, y decidieron castigar a su descubridor. Éste, al igual que su antecesor, el padre Laguna, fue envenenado con chicha (bebida alcohólica) "especial", elaborada a base de un hongo endémico, el Llao Llao.
Su sucesor en la misión de Nahuel Huapi fue el padre Francisco Elguea. Apenas llegado a la misión, éste fue asesinado por un grupo de cazadores, que pretendía matar sus vacas, junto a algunos de sus compañeros. La misión fue incendiada, y el padre Jaspers, enviado a hacerse cargo de ella, se limitó a recuperar las imágenes y ornamentos sagrados y la abandonó definitivamente.
El nombre del lago Guillelmo, ubicado junto al lago Mascardi, honra la memoria de este misionero.